# Somos tú y yo, un nuevo día
Somos tú y yo
Somos tú y yo, un nuevo día, est une série télévisée vénézuélienne-américaine, produite par T.M. Productions en coproduction avec Venevisión et Boomerang, et diffusée entre le 17 août 2009 et le 17 novembre 2010 sur Boomerang et en simultané sur Venevisión, au Venezuela.
C'est le premier spin-off de la série télévisée Somos tú y yo et basé sur le film américain Grease. Elle met en scène le personnage de Sheryl Sánchez, interprété par Sheryl Rubio et présent depuis la première saison de la série mère, et se déroule à Caracas, ville introduite avec certains de ces habitants lors de la première partie de la première saison de Somos tú y yo.

## Synopsis
Victor Rodríguez, est un honnête jeune homme qui rêve de pouvoir devenir une célèbre rock star internationale, lorsque ses parents décèdent, il décide d'aller aux États-Unis et promet à sa petite amie Sheryl qu'il restera toujours en contact avec elle, mais après des mois Sheryl ne reçoit aucune lettre et décide de l'oublier. Trois ans plus tard, Victor retourne au pays, mais découvre que tout a changé quand il voit que son ancien gang, Los Tigres, l'a remplacé par Aran comme chef, et pire encore, il découvre que son ex-petite amie, Sheryl Sánchez, est devenue Le chef d'un groupe de filles appelé Las Reinas, qui est devenu une fille coriace qui ne veut rien savoir de lui. D'un autre côté, il a un ami de sa jeunesse qui l'a attendu pendant tout son séjour à l'étranger, Rosmery, une fille au look un peu viril, qui est mécanicien dans l'atelier de la famille Rodríguez et qui l'aime. secret. Avec leur nouveau leader, Los Tigres est passé de Jorge, Victor, Luciano et Ricardo à Aran, Gustavo, Luciano, Jorge et Ricardo, tous des garçons populaires de la ville. Dans la même ville, il y a un autre groupe connu sous le nom de Los Artistas, Hendrick, Andrés, Alejandro, Gabriel, Erick, Oriana, Yuvana et Claudia, ce sont les enfants riches qui jouent dans une célèbre émission de télévision appelée, The Hendrick Show. Avec cela, Arán profite pour conquérir Sheryl, tandis que Rosmery, un très bon mécanicien et Oriana del Castillo, une star de la télévision, tombent amoureux de Víctor et essaient de le séparer définitivement de Sheryl.

## Distribution

### Acteurs principaux
- Sheryl Rubio : Sheryl Sánchez/Candy
- Víctor Drija : Víctor Rodriguez
- Rosmeri Marval : Rosmery Rivas
- Arán de las Casas : Aran Gutiérrez
- Oriana Ramírez : Oriana del Castillo
- Hendrick Bages : Hendrick
- Jorge Torres : Jorge
- Yuvanna Montalvo : Yuvanna
- Gabriel Coronel : Gabriel Velásquez
- Kelly Durán : Kelly
- Yelitza Méndez : Yelitza
- Vanessa Suárez : Vanessa
- Rosangélica Piscitelli : Rosie

### Acteurs récurrents
- Gabriel Tarantini : Andrés del Castillo
- Ricardo Páez : Ricardo
- Luciano Muguerza : Luciano
- Gustavo Elis : Gustavo
- Alexandra Mey : Claudia
- Alejandro Mogollón : Alejandro
- Alfredo Lovera : Alfredo Contreras
- Nicolás Pérez : Nicolás Gómez
- Juan Carlos Denis : Juan Carlos
- Bárbara Di Flaviano : Bárbara Granadillo
- María Gabriela Hernández : Maga
- Humberto Gómez como Humberto
- Henry Zambrano : Guillermo
- Corina Smith : María Corina
- Milagros Cruz : Mila
- Lisbeth González : Liz
- Judith Vásquez : Judith del Castillo
- José Vieira : Carlos Rodríguez
- Luis Pérez Pons : José Ruperto Granadillo
- Deises Heras : Matilde

## Production

### Développement
En 2008, il a été annoncé que Venevisión et Boomerang développeraient un spin-off de Somos tú y yo, basé sur le film américain Grease, avec John Travolta et Olivia Newton-John et réalisé par Randal Kleiser.
L'écrivain Vladimir Pérez, créateur de Somos tú y yo, a co-adapté le scénario de production. La série a été créée le 22 août 2009 par Venevisión au Venezuela et le 17 novembre 2009 par Boomerang en Amérique latine et en Europe. 

### Distribution des rôles
En novembre 2008, il a été annoncé que Sheryl Rubio et Víctor Drija reprendraient leurs rôles de Sheryl Sánchez et Víctor Rodriguez, respectivement. En décembre de la même année, une partie du casting principal de la série a été confirmée.

### Tournage
Le tournage de la série a commencé le 5 mars 2009 à Caracas, Venezuela.